# میهات بایراک
میهات بایراک (ترکی استانبولی: Mithat Bayrak زاده ۳ مارس ۱۹۲۹ – درگذشته ۲۰ آوریل ۲۰۱۴) یک کشتی‌گیر و مربی ورزشی ترکیه بود که مدال طلای المپیک را در بازی‌های المپیک ۱۹۵۶ و المپیک ۱۹۶۰ به دست آورد. پس از بازی‌های المپیک ۱۹۶۰، کار حرفه ای خود را متوقف کرد و به باشگاه ورزشی کشتی KSV Witten 07 پیوست. در آنجا، او تقریباً ۲۰ سال دیگر کوشید و بعدها به عنوان مربی نیز خدمت کرد. پس از پایان کارش، او در رستوران Witten، آلمان کار می‌کرد.